# Minke Menalda
Wilhelmina Jacoba (Minke) Menalda (Leiden, 20 juni 1934) is een Nederlands schrijfster, tekenaar, edelsmid en sieraadontwerper. Zij is ook bekend onder de naam Minke Roscam Abbing-Menalda en schreef onder het pseudoniem Renée Plate.
Zij ging naar het Stedelijk Gymnasium in Haarlem en volgde in Amsterdam rond 1952 een opleiding aan het Instituut voor Kunstnijverheidsonderwijs Amsterdam, waarvan de naam later veranderde in Rietveld Academie.
In 1976 won zij de tweede prijs van de wedstrijd Schrijf een Kronkel, ter ere van Simon Carmiggelt. Zij schreef voor die gelegenheid een verhaal met de titel Raadsel.

## Werk
Onder het pseudoniem Renée Plate schreef zij in 1961 in Hollands Weekblad (later Hollands Maandblad) een serie Brieven aan mijn man. De brieven gingen over haar visie op het open huwelijk. Zij schreef openlijk over haar verliefdheid op andere mannen. De brieven werden in 1965 uitgegeven in een boek onder dit pseudoniem, getiteld Brieven aan mijn Man, bij uitgeverij Van Oorschot. In 2020 bleek dat zij ten tijde van de publicatie van de brieven getrouwd was met de dichter en historicus J.W. Oerlemans. Zij was met hem in juli 1955 in ondertrouw gegaan; later dat jaar kregen zij een dochter. Een antwoord op haar brieven verscheen eveneens in Hollands Weekblad van de hand van ene J. Roukens, die zich voordeed als haar echtgenoot. In 1976 zei ze spijt te hebben van deze brieven.
In 1962 schreef zij eveneens in Hollands Weekblad een stuk met de titel Coulante verkeersmoraal.
In 1983 verscheen het boek Een kat... is een kat, is een kat... van de hand van S.M. Lucardie met tekeningen van onder anderen Menalda.
In 2004 publiceerde zij een brief aan Marten Toonder.
- Digitale Bibliotheek voor de Nederlandse Letteren: mena011
- International Standard Name Identifier: 0000 0003 9681 5281
- Nederlandse Thesaurus van Auteursnamen: 069372802
- RKD-Nederlands Instituut voor Kunstgeschiedenis: 55185
- Virtual International Authority File: 291846197